# Haris Bukva
Haris Bukva (Foča, 15. ožujka 1988.) je austrijski nogometaš bosanskohercegovačkih korijena. Do dolaska u Hajduk igrao u nekoliko austrijskih klubova: SV Pasching (Austrija), FC Wels (Austrija, posudba) SK Austria Kärnten (Austrija), FC Kärnten (Austrija, posudba), LASK Linz (Austrija, posudba), SK Sturm Graz (Austrija).
Prvi nastup za Bile ima u susretu protiv zagrebačkog Dinama u Splitu 14. rujna 2013. koji je pogocima Pašalića u 9. i 69. minuti završio pobjedom Hajduka od 2:0.
Statistika u Hajduku
| Natjecanje        | Nastupi | Zgoditci |
| ----------------- | ------- | -------- |
| Prvenstvo         | 11      | 0        |
| Kup               | 2       | 0        |
| Superkup          | 0       | 0        |
| Međunarodne       | 0       | 0        |
| Splitski podsavez | 0       | 0        |
| Ukupno            | 13      | 0        |
| Prijateljske      | 5       | 0        |
| Sveukupno         | 18      | 0        |